# Tage Vorsaa Nielsen
 Der er flere personer med dette navn, se Tage Nielsen.
Tage Vorsaa Nielsen (født 3. maj 1905, Hvedholm, død 28. september 1944 i Versen bei Meppen) var en dansk modstandsmand fra modstandsgruppen BOPA. Han havde dæknavnene Thomsen og Amerikaneren.
Havde inden krigen boet omkring 20 år i USA, hvor han rejste over som 17-årig, og kom hjem fra i 1938, herefter var han lærer ved officersskolen i København.
Vorsaa Nielsen foranstaltede 27. oktober 1943 af egen drift et sprængstof-attentat mod restaurant Mocca på Strøget (Frederiksberggade 38) i København, der var notorisk kendt som tyskerrestaurant. Aktionen var angiveligt en reaktion mod tyskernes skærpede kurs over for modstandsbevægelsen, men blev anset for at være uacceptabel, fordi den dels ansås for en terroraktion, dels blev udført på hans eget initiativ. Han var også med i sabotagen mod Riffelsyndikatet i 1944
Vorsaa Nielsen blev anholdt af det berygtede tyske politi Gestapo den 9. maj 1944 på Axelborg Bodega i København. Han blev under afhøringen udsat for tortur og mishandling af Gestapo og derpå deporteret i koncentrationslejren Neuengamme. Han døde af dysenteri på udekommandoen Versen bei Meppen.
Han blev den 29. august 1945 begravet i Mindelunden i Ryvangen.